# タッチ (ユーリズミックスのアルバム)
『タッチ』(Touch)は、1983年にリリースされたユーリズミックスの3枚目のスタジオ・アルバム。

## 概要
グループにとって初の全英アルバムチャート1位を記録、Billboard 200のトップ10にも初めてチャートインした。
翌年にはアルバム収録曲をリミックスしたEP『タッチ・ダンス』が発売された。

## 収録曲
- 全作詞・作曲：デイヴ・スチュワート、アニー・レノックス

1. ヒア・カムズ・ザ・レイン・アゲイン - Here Comes the Rain Again
2. リグレッツ - Regrets
3. ライト・バイ・ユア・サイド - Right by Your Side
4. クール・ブルー - Cool Blue
5. フーズ・ザット・ガール? - Who's That Girl?
6. ザ・ファースト・カット - The First Cut
7. アクア - Aqua
8. ノー・フィアー, ノー・ヘイト, ノー・ペイン (ノー・ブロークン・ハーツ) - No Fear, No Hate, No Pain (No Broken Hearts)
9. ペイント・ア・ルーモアー - Paint a Rumour

## チャート
| チャート (1983–1984年)                | 最高位 |
| ------------------------------------- | ------ |
| オーストラリア (Kent Music Report)    | 4      |
| カナダ (RPM)                          | 3      |
| オランダ (MegaCharts)                 | 9      |
| ドイツ (Offizielle Top 100)           | 9      |
| アイスランド (Tónlist)                | 5      |
| イタリア (Musica e dischi)            | 23     |
| 日本 (オリコン)                       | 71     |
| ニュージーランド (RMNZ)               | 1      |
| ノルウェー (VG-lista)                 | 8      |
| スウェーデン (Sverigetopplistan)      | 9      |
| スイス (Schweizer Hitparade)          | 14     |
| UK アルバムズ (OCC)                   | 1      |
| US Billboard 200                      | 7      |
| US Top R&B/Hip-Hop Albums (Billboard) | 35     |

| チャート (1983年) | 順位 |
| ----------------- | ---- |
| イギリス (Gallup) | 36   |

| チャート (1984年)                  | 順位 |
| ---------------------------------- | ---- |
| オーストラリア (Kent Music Report) | 12   |
| カナダ (RPM)                       | 13   |
| オランダ (Album Top 100)           | 38   |
| ドイツ (Offizielle Top 100)        | 66   |
| ニュージーランド (RMNZ)            | 17   |
| イギリス (Gallup)                  | 26   |
| 全米 ビルボード 200                | 27   |